# Marcel Klinge
Marcel Klinge (nascido em 4 de dezembro de 1980) é um político alemão. Nasceu em Apolda, na Turíngia, e representa o Partido Democrático Livre (FDP). Marcel Klinge é membro do Bundestag do estado de Baden-Württemberg desde 2017.

## Vida
Em 2012, Klinge recebeu o seu doutoramento em "Islão e Política de Integração dos Governos Federais Alemães após 11 de setembro de 2001" na Universidade Humboldt de Berlim. Lá, ele estudou política e sociologia de 2002 a 2007 e formou-se com um mestrado em ciências sociais. Klinge ingressou no FDP em 2001. Ele tornou-se membro do Bundestag após as eleições federais alemãs de 2017. Klinge é membro da Comissão de Economia e Energia e da Comissão de Turismo. Ele é o porta-voz da política de turismo do grupo parlamentar do FDP no Bundestag.